# 임일규
임일규(1978년 6월 14일 ~ )는 대한민국의 배우이다.
활동명: 류선규
부산에서 수영선수 출신

## 학력
- 서울예술대학교 연극과

## 출연작

### 영화
- 《성난황소》 (2018년) - 장 형사 역
- 《동호, 연수를 치다》 (2016년) - 동욱 역
- 《더 폰》 (2015년) - 수사남 역
- 《표적》 (2014년) - 병원 관리실 직원 역
- 《콩나물》 (2013년) - 일규 역
- 《친구 2》 (2013년) - 무라카미 캔 역
- 《숙녀와 수용소》 (2012년) - 1번 수감자 역
- 《투혼》 (2011년) - 수술실 의사 역
- 《날개》 (2000년)
- 《공동경비구역 JSA》 (2000년) - 경무원 12 역

### 드라마
- 《미치지 않고서야》 (MBC, 2021년) - 오재일 역
- 《달리는 조사관》 (OCN, 2019년)
- 《작은 신의 아이들》 (OCN, 2018년) - 요셉 역
- 《듀얼》 (OCN, 2017년) - 차길호 역
- 《제3병원》 (tvN, 2012년) - 의사 역
- 《로맨스가 필요해 2012》 (tvN, 2012년) - 동물병원 의사 역
- 《아이리스 2》 (KBS2, 2013년) - 김정용 역
- 《아내의 유혹》 (SBS, 2008년) - 박 형사 역
- 《불한당》 (SBS, 2008년) - 홍승우 역
- 《연개소문》 (SBS, 2006년) - 양만춘 역
- 《토지》 (SBS, 2004년) - 강두메 역